# Samtgemeinde Suderburg
Samtgemeinde Suderburg er en Samtgemeinde bestående af tre kommuner, beliggende i den sydlige del af Landkreis Uelzen, i den sydvestlige del af den tyske delstat Niedersachsen. Samtgemeindes administration ligger i byen Suderburg.

## Geografi
Samtgemeinde Suderburg ligger i trekanten mellem storbyerne Hamburg - Hannover - Braunschweig, og en del af Metropolregion Hamburg. Floderne Gerdau og Hardau løber gennem Samtgemeinden. Bundesstraßen 4, 191 og 71 samt jernbanelinjen Hannover - Hamburg går gennem området.

### Inddeling
Samtgemeinde Suderburg består af tre kommuner med tilhørende landsbyer
| - Eimke - Dreilingen - Ellerndorf - Wichtenbek | - Gerdau - Bargfeld - Barnsen - Bohlsen - Groß Süstedt - Holthusen II | - Suderburg - Bahnsen - Böddenstedt - Hamerstorf - Hösseringen - Holxen - Räber |